# Bolęcin (Petite-Pologne)
Pour les articles homonymes, voir Bolęcin.
Bolęcin (prononciation : [bɔˈlɛnt͡ɕin]) est une localité polonaise de la gmina de Trzebinia, située dans le powiat de Chrzanów en voïvodie de Petite-Pologne.